# Baladă şi joc
La Baladă şi joc (Balada y Danza) (1950) es una pieza corta para dos violines de György Ligeti, basada en dos canciones populares de Rumanía.
En 1949, antes de graduarse de la Academia de Música Franz Liszt en Budapest, Ligeti pasó ese año en busca de música popular en Rumanía. Algunas de las canciones que transcribió en ese viaje finalmente serían la base para la Baladǎ şi joc y también para su Concert românesc (1951).
La obra se compone de dos movimientos. La primera, Balada, es lenta, melódica aunque contrapuntísitca y muy expresiva. El segundo movimiento, la Danza, es exuberante y muy virtuosística.
- Datos: Q4849793